# Маний Эмилий Мамерцин
Маний Эмилий Мамерцин (лат. Manius Aemilius Mamercinus; V век до н. э.) — римский политический деятель из патрицианского рода Эмилиев, консул 410 года до н. э., военный трибун с консульской властью 405, 403 и 401 годов до н. э. Сын Мамерка Эмилия Мамерцина, военного трибуна 438 года до н. э., неоднократно назначавшегося диктатором.
Коллегой Мания по консульству был Гай Валерий Потит Волуз, который занимался военными вопросами. В 405 году до н. э. Мамерцин был одним из шести военных трибунов, начавших осаду города Вейи. В 403 году до н. э. он вошёл в состав коллегии военных трибунов максимальной численности: всего было выбрано восемь человек. В течение этого трибуната продолжалась осада Вейй, и армия Рима впервые продолжила военные действия зимой.
В 401 году до н. э. у Мания Эмилия было пять коллег по трибунату. Совместно с одним из них, Кезоном Фабием Амбустом, он укрепил потерянный было годом ранее лагерь под Вейями.